# Undulambia lindbladi
Undulambia lindbladi is een vlinder uit de familie van de grasmotten (Crambidae). De wetenschappelijke naam van de soort is voor het eerst gepubliceerd in 2006 door Bernard Landry.
De soort komt voor op de Galapagoseilanden (Ecuador).